# Мухика Лаинес, Мануэль
Мануэль Мухи́ка Лаине́с (исп. Manuel Mujica Lainez, фамилии по отцу и матери встречаются также в вариантах Му́хика, Mújica, и Ла́инес, Láinez соответственно; 11 сентября 1910, Буэнос-Айрес — 21 апреля 1984, Крус Чика, провинция Кордова) — аргентинский писатель, журналист, переводчик.

## Биография
Принадлежал к прославленному аристократическому семейству, среди его предков по отцу — основатель Буэнос-Айреса (1580) Хуан де Гарай, по линии матери — видный журналист и писатель-романтик XIX в. Флоренсио Варела. В 1920-х два года учился в Париже. Тогда же написал (на французском) свою первую биографию Людовик XVII. В 1928 поступил на юридический факультет Буэнос-Айресского университета, после двух курсов бросил учёбу. С 1932 — редактор ежедневной столичной газеты La Nación. В 1936 дебютировал книгой эссе Кастильские глоссы, в центре которых был образ Дон-Кихота.
C 1969 жил с семьей в старинной колониальной усадьбе Рай в провинции Кордова.

## Творчество
Неутомимый биограф аргентинских политиков и писателей XIX в., певец Буэнос-Айреса (книга стихов Песнь Буэнос-Айресу, 1943; сборник эссе Буэнос-Айресские эстампы, 1946; цикл рассказов Таинственный Буэнос-Айрес, 1950, исторический роман Великий театр, 1980). Другая область его творчества — романы из истории европейского Средневековья и Ренессанса, истории Древнего Египта, наиболее известные среди них — Бомарцо (1962; либретто одноимённой оперы Альберто Хинастеры, 1967), Единорог (1965, на немецком языке вышла под названием История о прекрасной Мелюзине, рассказанная ею самой), Лабиринт (1974, об Эль Греко и Испании золотого века), Скарабей (1982).
Ещё одна сфера его разносторонней деятельности — переводы. Перевел избранные сонеты Шекспира, пьесы Расина, Мольера, Мариво.
В фильме «Час огней» описан как колониальный писатель, помогающий разрушать национальную идентичность Латинской Америки.

## Произведения
- Glosas castellanas (1936)
- Don Galaz de Buenos Aires (1938)
- Miguel Cané (padre) (1942)
- Canto a Buenos Aires (1943)
- Estampas de Buenos Aires (1946)
- Aquí vivieron (1949)
- Misteriosa Buenos Aires (1950, экранизирован в 1981)
- Los ídolos (1952)
- La casa (1954)
- Los viajeros (1955)
- Invitados en el paraíso (1957)
- Bomarzo (1962)
- El unicornio (1965)
- Crónicas reales (1967)
- De milagros y de melancolías (1969)
- Cecil (1972)
- El viaje de los siete demonios (1974)
- Sergio (1976)
- Los cisnes (1977)
- El gran teatro (1980)
- El brazalete (1981)
- El escarabajo (1982)
- Cartas (1984, письма)
- Cuentos inéditos (1993)
- El arte de viajar: antología de crónicas periodísticas (1935—1977) (2007, газетные хроники)

## Признание
Член Аргентинской литературной академии (1956) и Академии художеств Аргентины (1959). Большая почётная премия Союза писателей Аргентины (1955), Национальная литературная премия (1963) за новеллу «Бомарцо», Орден Почётного легиона (1982). Почетный гражданин Буэнос-Айреса. Книги Мухики Лаинеса переведены на полтора десятка языков мира.
Роман Кумиры (1952) Борхес включил в свою Личную библиотеку. Писателя снял в своем фильме Многоточие, или В ожидании варваров (1971) Эдгардо Козаринский. Творчеству Мухики Лаинеса посвятил развернутое эссе Луис Антонио де Вильена (1976).
Создан Фонд писателя, вручается литературная премия его имени.